# Epimelitta scoparia
Epimelitta scoparia är en skalbaggsart som först beskrevs av Johann Christoph Friedrich Klug 1825.  Epimelitta scoparia ingår i släktet Epimelitta och familjen långhorningar. Inga underarter finns listade i Catalogue of Life.